# Lagares (Felgueiras)
Pour les articles homonymes, voir Lagares.
Lagares est une freguesia (« paroisse civile ») du Portugal, rattachée au concelho (« municipalité ») de Felgueiras et située dans le district de Porto et la région Nord.

## Organes de la paroisse
- L'assemblée de paroisse est présidée par Susana Maria pinto Leite (groupe "PS").
- Le conseil de paroisse est présidé par "Vitor Rogério Silva Rebelo (groupe "PS").